# Sanai
Abul-Majd Majdud ibn Adam Sanai Ghaznavi (persa: ابوالمجد مجدود بن آدم سنایی غزنوی), més conegut com a Hakim Sanai (persa: حکیم سنایی), fou un poeta i místic persa que va viure a Gazni (per això el sobrenom Ghaznavi), Afganistan, entre els segles xi i xii. La seua obra més coneguda és el masnavi didàctic El jardí emmurallat de la veritat, una de les obres notables de la literatura persa medieval.
El 2008 la UNESCO va celebrar el 850é aniversari de la seua mort.

## Biografia

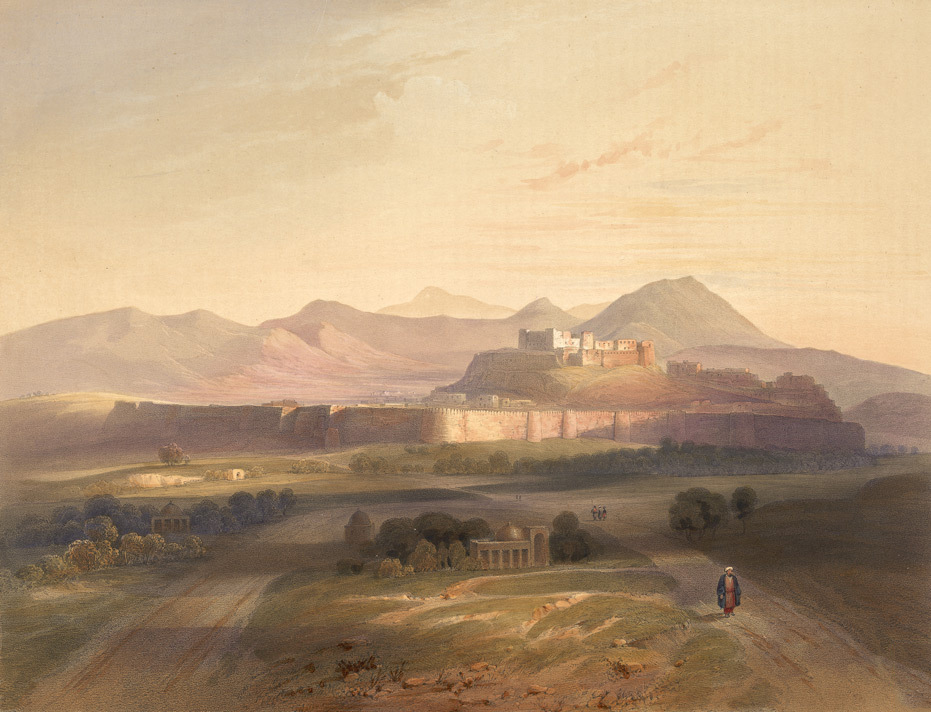
L'antiga Gazni, ciutat d'Hakim Sanai, en una litografia del segle XIX

No se sap massa dels primers anys del savi (hakim en àrab) Sanai, però el fet que ens hagen arribat diverses obres seues ha ajudat a elaborar un esbós de la seua trajectòria vital; i és un dels poetes perses sufís millor coneguts de l'edat mitjana.
Al final del segle xi entrà en els tancats cercles de la cort de l'Imperi gaznèvida i compongué panegírics en lloança dels seus patrocinadors. Això, però, no fou incompatible que algunes de les seues primeres poesies lloassen prominents erudits islàmics de Gazni.
 
Sent Sanai encara jove, arribà a ser un dels individus més cultes, devots i excel·lents del seu temps, admirat per tot el món, i posseïa, a més dels seus assoliments en filosofia sufí, un cor bondadós i benvolent, maneres acurades i bon gust per a la poesia.
(Gore Ouseley, Biographical Notices of Persian Poets, pàg. 184.)
En els primers anys del segle xii Sanai deixa Gazni i marxa a la regió de Khorasan, fora dels territoris governats pels gaznèvides i pelegrina d'una ciutat a altra establint contacte amb estudiosos religiosos, tant del clergat musulmà com sufís. Aquesta renúncia a la vida de poeta cortesà és relatada en algunes fonts com a conseqüència de la conversió espiritual que visqué després de trobar-se amb Lai Khur, possiblement un sufí malamati, i després marxa a Merv (en l'actual Turkmenistan) impulsat per l'anhel de perfecció espiritual. Com a conseqüència d'aquesta transformadora trobada amb Lai Khur, Sanai cerca la instrucció del famós xeic Yusuf Hamdani.
Amb tot, entre les diferents influències o guies espirituals del poeta gaznèvida, destaca la de Sayf ad-Din Muhammad ibn Mansur, un erudit religiós seguidor de l'escola d'Abu Hanifa i cadi de Sarakhs. Hi ha també evidències de la visita de Sanai a la comunitat mística d'Herat que era conduïda per descendents de Khajah Abdullah Ansari, un dels més reconeguts mestres sufís del s. XI. En l'etapa darrera de la seua vida, després de peregrinar a la Meca i Medina, torna a Gazni, on continuà vivint retirat de la cort malgrat els afalacs del seu patrocinador, el soldà gaznèvida Bahrâm shâh (regnat 1117-cap a 1157).
En vida, Sanai fou atacat per la seua suposada heterodòxia, però es publicà una fàtua (fatwā) per la cort del califa a Bagdad, reivindicant la seua ortodòxia en contra dels acusadors.
Es donen diferents dates de la mort de Sanai. L'andalusí Muhammad ibn ar-Raqqam en un prefaci a l'obra més coneguda de Sanai, dona la data de 1131 (A.H. 525). Gore Ouseley hi assenyala el 1180. John Stephenson, traductor a l'anglés del Primer llibre d'Hadiqat al Haqiqa el 1910, hi considera com més probable l'any 1150 (A.H. 545) perquè, en la data que va donar Raqqam, no coincideixen el dia de la setmana ressenyat (diumenge) amb el mes donat xaban fins a l'any 1150, tenint en compte, a més, que el poeta acaba el seu Tariq ut-Tahqiq (El camí de verificació) al 1134 (A.H. 528).

## Obres

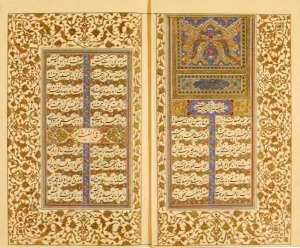
Manuscrit persa de 1894 de l'obra El jardí emmurallat de la veritat, Hadiqat al Haqiqa, d'Hakim Sanai

L'obra més coneguda de Sanai és l'Hadiqat al Haqiqa va shariat at tariqa o El jardí de la veritat i la llei de la senda espiritual, comunament abreujat com El jardí emmurallat de la veritat, tot i que en els primers manuscrits donava títols alternatius: Fakhri nama (en referència a Fakr-al-Dawla, un dels títols honorífics del soldà Bahrâm shâh) i Ilahi nama o Ilahiname, Llibre diví o Llibre de Déu (nom amb què Rumi coneix aquesta obra).
En les versions més extenses, l'Hadiqat al Haqiqa es compon de 10.000 versos en 10 llibres o capítols. El «primer llibre», una sisena part aproximadament de tota l'obra, és traduït el 1910 a l'anglés per John Stephenson com a The Enclosed Garden of the Truth (El jardí tancat de la veritat).
Segons Stephenson, els temes dels 10 llibres o capítols que, en les versions més extenses, constitueixen El jardí emmurallat de la veritat són: «el primer llibre», en lloança de Déu, i sobretot de la seva unitat; «el segon», en lloança al Profeta Muhammad; el «tercer», sobre la comprensió; «el quart», sobre el coneixement; «el cinqué», de l'amor, l'amat i l'estimat; «el sisé», sobre la negligència o desatenció; «el seté», sobre amics i enemics, «el vuité», sobre la revolució dels cels; «el nové», en lloança de l'emperador Shâhjahân i «el desé», sobre el conjunt de tota l'obra. Segons siga la data d'edició del manuscrit, hi ha variacions en l'ordre dels capítols.
Pel que fa al «primer llibre» de l'Hadiqat al Haqiqa, tot i que aborda molts temes, en la major part tracta sobre la vida i experiències del cercador sufí, amb prescripcions quant a la renúncia al jo (Fanâ) i al món; la humilitat, la insignificança de l'individu i la omnipotència de Déu, la necessitat del record continu de la divinitat i no viure'n mai allunyat: són el fil conductor que nuga aquesta secció del didàctic masnavi.
A més de l'Hadiqat al Haqiqa va shariat at tariqa, Sanai escrigué Tariq ut-Tahqiq o El camí de verificació; Gharib-nama o Llibre de l'estranger; el masnavi Sair al-Ibad ila'l Maad o Peregrinació dels devots al lloc de tornada; el masnavi Kar-nama o Llibre dels actes; Ishq-nama o Llibre de l'amor i Aql-nama o Llibre de la raó; a més d'un recull de diwans (poemes curts en metres diferents) de prop de 30.000 versos.

## Característiques, influència i llegat

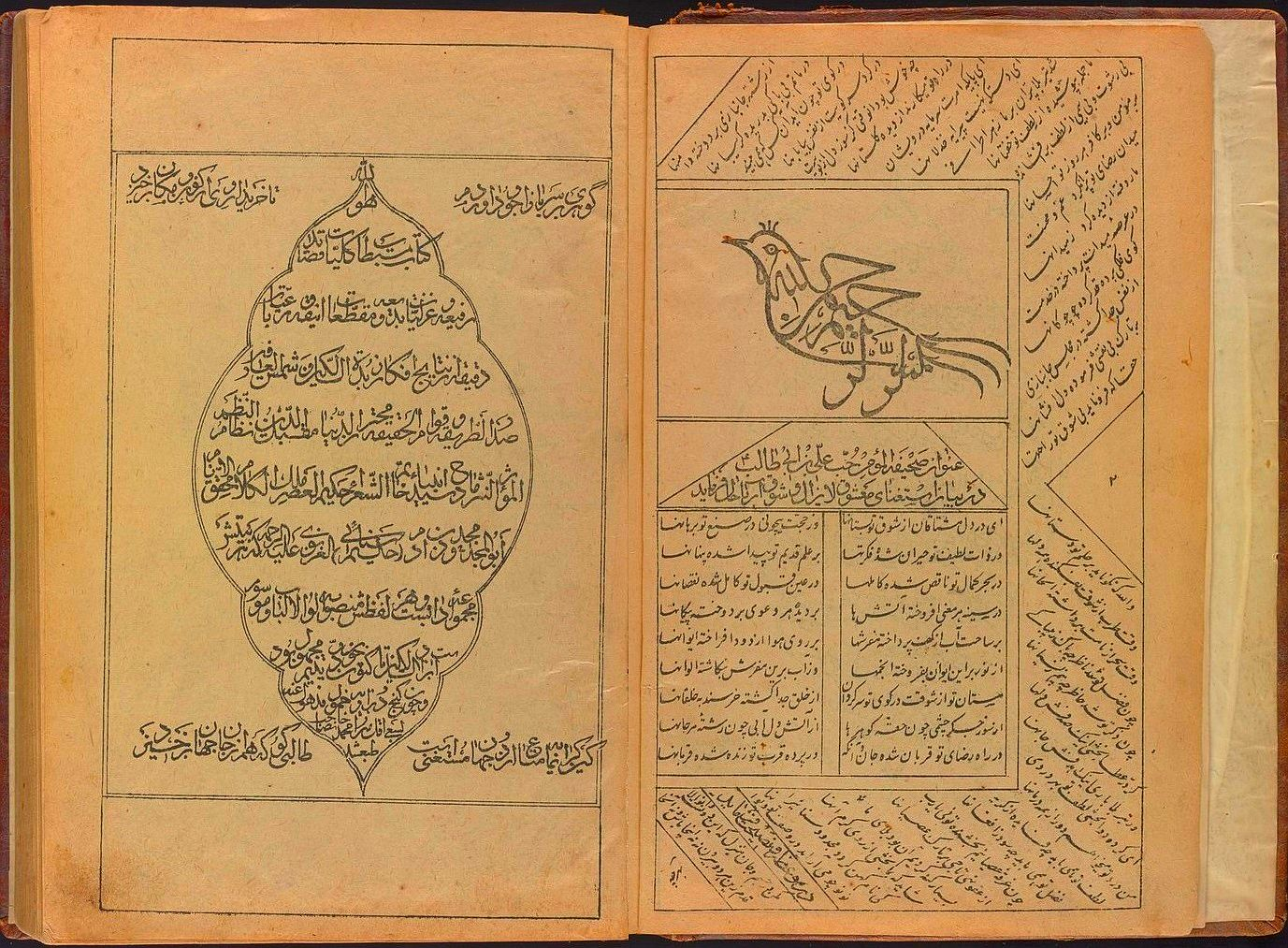
Kitāb-i mustaṭāb-i Kullīiāt-I, Recopilació d'obres, d'Hakin Sanai en una edició litogràfica impresa a Bombai el 1910

L'obra de Sanai es considera de gran importància en la literatura persa islàmica perquè fou el primer a fer servir les modalitats poètiques de la cassida (oda), el gazal i el masnavi (apariat) per a expressar la mística, la filosofia i l'ètica sufí.
Aquest singular fet, juntament amb l'ús que feu de noves imatges literàries i els temes que abordà, va causar un gran impacte en els posteriors escriptors i poetes sufís. Coincidint amb el període de la dinastia gaznèvida (s. X al XII), el creixent interés pel misticisme en tota l'àrea de parla persa feu sorgir la necessitat d'un nou llenguatge per a l'expressió d'idees espirituals més enllà del llenguatge formal del sufisme, que havia estat creat per escriptors teòrics. El fet que en aquest període sorgís la figura de Sanai explica el gran impacte de la seua obra.
Un dels primers escriptors en què es mostra la influència de l'estil poètic de Sanai és el poeta Afzal ad-Din Ibrahim Khaqani (de Xirvan, actual Azerbaidjan). Aquesta admiració pel tarannà poètic de Sanai abastà molts altres escriptors del segle xii, com el poeta xiïta Qivami de Ray (de l'Iran) que considerava Sanai com el mestre dels poetes. Els poetes d'Esfahan Jamal ad-Din Muhammad ibn Abd ar Razzaq (m. 1192) i el seu fill Kamal ad-Din Ismail (ca. 1172-1237), foren també notables seguidors de Sanai.
Nizami Gandjawi (1141-1209) és el primer dels poetes perses que mostra el seu reconeixement a Sanai com a escriptor de didàctics masnavis i la seua millor obra, Makhzan al-Asrar, El dipòsit dels misteris, es feu seguint l'Hadiqat al Haqiqa.
L'anglés Reynold Alleyne Nicholson veu en Sanai, per la seua obra Sair al-Ibad ila'l Maad o Peregrinació dels servidors [de Déu] al lloc de tornada [o al més enllà], un precursor persa de Dant i la seva Divina Comèdia.
El poeta persa Yalal ad-Din Muhammad Rumi (1207-1273) reconeix Sanai, juntament amb Farid-ad-Din Attar (m. 1221), una de les seues més grans fonts d'inspiració:
 
| «      | Attar en fou l'esperit, Sanai els dos ulls: Caminàrem en l'estela de Sanai i Attar. | » |
| — Rumi |                                                                                     |   |

I és que, en gran part dels versos de la seua obra més reconeguda, es troba l'essència mística de la via sufí.
Com s'expressa en aquests extractes de l'Hadiqat al Haqiqa:
| «                                                 | La ruta que has de recórrer tu mateix es troba polint l'espill del teu cor. Mentre estigues adherit al teu jo, vagarejaràs a tort i a dret, dia i nit, milers d'anys; i, quan després de tot aquest esforç, òbrigues els ulls, veuràs el teu jo, en els defectes inherents, voltant-se a si mateix com un bou a la sénia; però, si alliberat del teu jo, en acabant et poses a la faena, aquesta porta se t'obrirà en dos minuts. Magola el teu jo mesos i anys sense fi; deixa'l com mort i, quan l'hages vençut, hauràs assolit la vida eterna. Quan a la senda hages mort el teu jo de seguida se't mostrarà el favor de Déu; per ser-hi admés, vine-hi en pobresa, si no, n'estàs irrevocablement divorciat. | » |
| — Extractes de l'Hadiqat al Haqiqa d'Hakim Sanai. | |   |

Més enllà de ser considerat sols un poeta sufí, Sanai és un poeta didàctic quant al propòsit dels seus escrits, encaminats a encoratjar la cerca del sentit profund de la vida més enllà de les superficialitats mundanes.
L'interés i lectura dels escrits que ens han arribat d'Hakim Sanai encara són vigents, no sols en l'àmbit acadèmic de la literatura persa medieval, sinó també per a tots aquells que indaguen en l'espiritualitat humana.